# Actias ningpoana
Actias ningpoana är en fjärilsart som beskrevs av Felder 1862. Actias ningpoana ingår i släktet månspinnare, och familjen påfågelspinnare. Inga underarter finns listade i Catalogue of Life.

## Bildgalleri

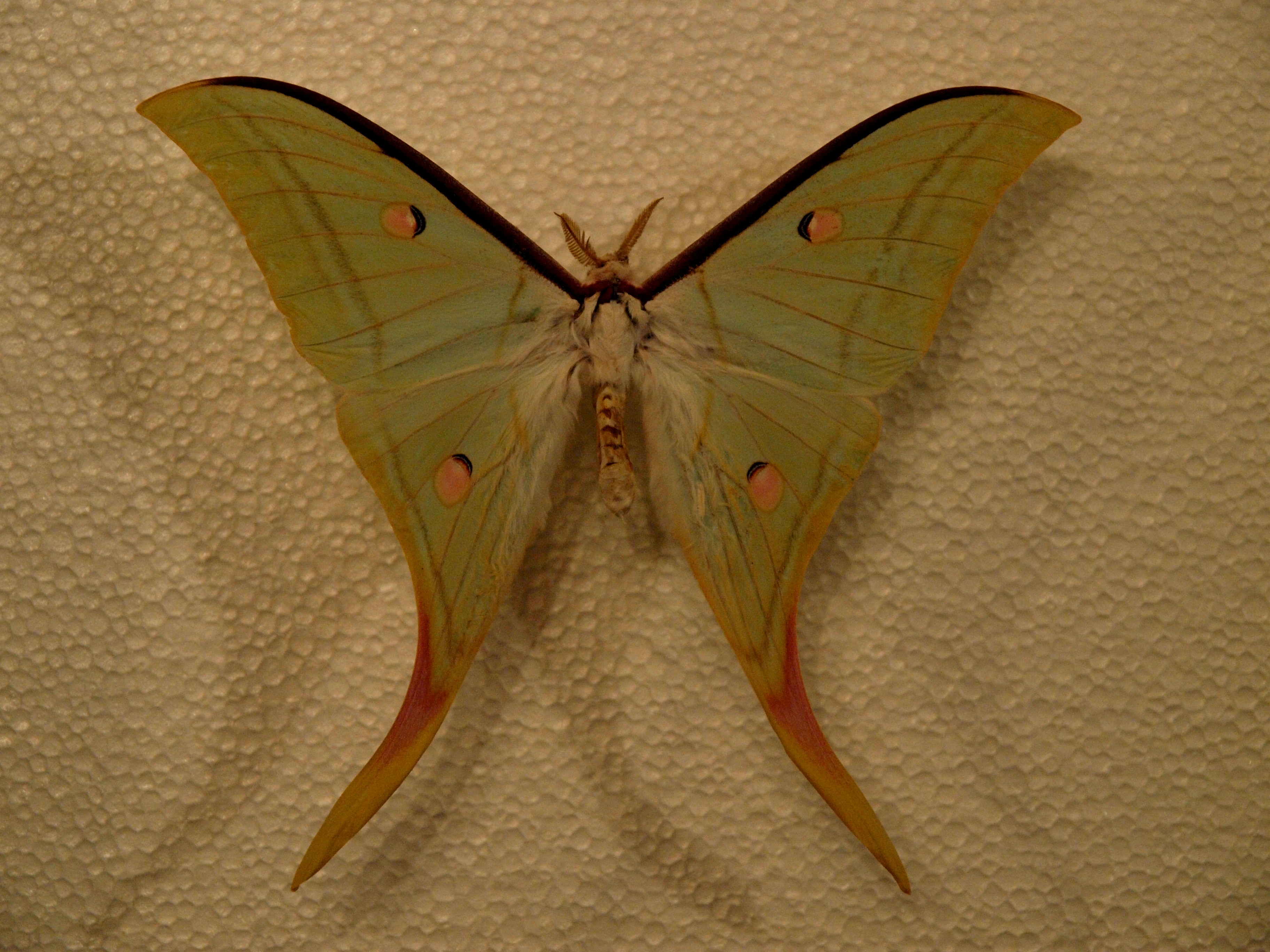